# 山折哲雄
山折 哲雄（やまおり てつお、1931年〈昭和6年〉5月11日 - ）は、日本の宗教学者、評論家。専攻は宗教史・思想史。国際日本文化研究センター名誉教授（元所長）、国立歴史民俗博物館名誉教授、21世紀高野山医療フォーラム副理事長、総合研究大学院大学名誉教授、平城遷都1300年記念事業評議員。教育改革国民会議委員。角川財団学芸賞、和辻哲郎文化賞、山本七平賞選考委員。1997年に白鳳女子短期大学赴任以降は行政職に就くことが続いた。岩手県花巻市出身。京都市在住。
日本人の宗教意識や精神構造を研究し、現代社会論や文明論を精力的に展開する。著書に『日本人の霊魂観』(1976年)、『悲しみの精神史』(2002年)、『義理と人情』(2011年)など。

## 経歴
1931年、アメリカ合衆国サンフランシスコに生まれる。1937年に日本へ、東京に転居。太平洋戦争下の1943年、母の故郷である岩手県花巻市に疎開。同地出身である宮沢賢治に何度か言及しており、母の実家は賢治の家と200mほど離れているばかりであった。
1954年に東北大学文学部を卒業し、1959年に東北大学大学院文学研究科博士課程を単位取得退学。
1969年、春秋社編集部入社。1976年に駒澤大学文学部助教授、翌1977年に東北大学文学部助教授、1982年に国立歴史民俗博物館教授、1988年に国際日本文化研究センター教授に就任。
1997年、国際日本文化研究センター（日文研）名誉教授、白鳳女子短期大学学長（2000年まで）。2000年に京都造形芸術大学大学院長。2001年に日文研所長、2005年に退任。日文研教授になった時期より評論家としての活動が多くなり、それ以後は一般向けの著述が多い。
2010年、第20回南方熊楠賞（人文の部）受賞。2010年8月の松下幸之助記念財団設立時には理事を務めていた。同財団評議員には文仁親王妃紀子の父川嶋辰彦が名を連ねていた。

## 人物
- 学生時代に十二指腸潰瘍のため大量に吐血。このとき臨死体験をし、「このまま死んでいくのも悪くない」と感覚を得た。約3ヶ月間入院するが、点滴を受けながら10日間くらい絶食をする。この際、5・6日目あたりから五感が非常に冴え、清澄な気持ちになることを体験。平安時代末期の念仏結社の人々の体験である「二十五三昧会」が脳裏をよぎる。人間は危機的な状況で、ある生命の反逆作用が起こり、超日常的なイメージを見るのではと覚り、世界観ががらりと変わる。このときから自分自身の肉体が研究対象になる。それ以前は死は無に帰するという近代ヨーロッパ的な観念的無神論者であり、死後を積極的に否定していた。しかし、その体験後は死後の世界を想定したほうが人間の生き方が豊かになると考えるようになった（立花隆対談集『臨死体験と宗教』より）。
- 上記以外にも急性膵炎、肝炎、脳梗塞など多くの病気を患い、2020年には肺炎で延命治療するかを医師に尋ねられるまで重篤となったが平癒した[1]。それ以降は絶っていたお酒を再び楽しみ、夜は9時頃に寝て夜中に一度起きて湧き上がる突飛な「妄想」と戯れた後に原稿を執筆し、朝食後に朝寝、昼食後に昼寝という「妄想三昧、執筆三昧、昼寝三昧」の生活を送っている[1]。

## 宗教観・世界観
- 『別冊太陽』1992年春号「輪廻転生」では麻原彰晃と対談し、既に熊本県などの地元民と軋轢があったオウム真理教が法廷闘争を行っているとき、「…宗教集団としては、最後まで俗世間の法律は無視するという手もあると思うんですよ」と、まるで非合法活動を勧めるようなことを言っている。
- 2009年4月26日の『読売新聞』朝刊の「地球を読む」にては、西欧社会が旧約の神と新約の神を分離して考えていることやキリスト教が肉体の死を認めていない事を示唆するような内容を執筆している。2011年1月17日、同「地球を読む」でパクス・ロマーナやパクス・ブリタニカのように｢パクス・ヤポニカ｣と呼べる｢日本の平和｣の事実があったと説く。これは平安時代、平安遷都から保元の乱・平治の乱までの平安貴族の安定した政権の約350年間、江戸時代の島原の乱を除けば幕末期までの江戸幕府による約250年間であるとしている。
- 熱烈な多神教優位論者であり、一神教を「砂漠の宗教」として、自然豊かな環境で生まれた多神教と対比させ、後者の前者に対する寛容性と優越性を強く主張している。
- 著書に「素粒子というものは科学的に証明できるかもしれない。けれども実感としてその存在を感じられない。魂というものは、科学的には証明できなくても、実感としては強く感じることができる」と記した。

## 論争
- 『新潮45』2013年3月号で皇太子徳仁親王の皇位継承に関する問題提起をした「皇太子殿下、ご退位なさいませ」（20-28頁）を発表。『週刊文春』3月7日号、『女性セブン』3月14日号などの週刊誌で反響を呼んだ[10][11]。『朝日新聞』3月25日付ではインタビューが掲載され[12]、『文藝春秋』2013年6月号では保阪正康との対談記事が組まれた[13]。
- 2000年3月に設置された教育改革国民会議で「子どもを厳しく「飼い馴らす」必要があることを国民にアピールして覚悟してもらう」ことを提言し[14]、物議をかもした[15]。

## 受賞歴
- 2001年 京都新聞大賞 文化学術賞
- 2002年 『愛欲の精神史』で和辻哲郎文化賞（一般部門）
- 2003年 NHK放送文化賞
- 2010年 瑞宝中綬章、南方熊楠賞、京都府文化賞特別功労賞
- 2017年 亀岡市生涯学習大賞「石田梅岩賞」[16]
- 2020年 京都市文化功労者

## 著書

### 昭和期の単著
- 『アジアイデオロギーの発掘 ある宗教思想論の試み』勁草書房 1968
- 『人間蓮如』春秋社 1970／洋泉社MC新書 2010
- 『日本仏教思想論序説』三一書房 1973／講談社学術文庫 1985
- 『ガンディーとネルー－その断食と入獄』（東洋人の行動と思想）評論社 1974
- 『聖と俗のインド 現代によみがえるガンディー』第三文明社レグルス文庫 1998
- 『日本人の霊魂観 鎮魂と禁欲の精神史』河出書房新社 1976、改訂版1988、1994、2011
- 『道元』＜新書・人と思想＞清水書院 1978
- 『天皇の宗教的権威とは何か』三一書房 1978／河出書房新社 1990
- 『霊と肉』東京大学出版会 1979／講談社学術文庫 1998
- 『インド・人間』平河出版社 1980
- 『日本宗教文化の構造と祖型 宗教史学序説』東京大学出版会 1980
- 『「坐」の文化論』佼成出版社、1981／講談社学術文庫 1984
- 『地獄と浄土』春秋社 1982／徳間文庫教養シリーズ、1998
- 『宗教的人間』法藏館 1982
- 『日本人の心情 その根底を探る』NHKブックス（日本放送出版協会） 1982
- 『神と仏－日本人の宗教観』講談社現代新書 1983
- 『神から翁へ』青土社 1984 ／『神と翁の民俗学』講談社学術文庫 1991
- 『宗教民俗誌 聖と俗のトポロジー』人文書院 1984
- 『演歌と日本人 「美空ひばり」の世界を通して日本人の心性と感性を探る』
 PHP研究所 1984／『美空ひばりと日本人』PHP文庫 1989
- 『賢治の風光‐宮沢賢治童話の世界』佼成出版社 1985
- 『日本人の顔 図像から文化を読む』 NHKブックス（日本放送出版協会） 1986／光文社知恵の森文庫 2008
- 『仏教信仰の原点』講談社学術文庫 1986
- 『日本仏教思想の源流』講談社学術文庫 1987
- 『乞食の精神誌 シリーズにっぽん草子』弘文堂 1987
- 『精神の再興』仏教文化選書：佼成出版社 1989
- 『神秘体験』講談社現代新書 1989

### 1990年代の単著
- 『死の民俗学 日本人の死生観と葬送儀礼』岩波書店 1990／岩波現代文庫 2007
- 『みやびの深層 日本文明の創造』＜日本文明史第4巻＞角川書店 1990
- 『人間の美術5 浄土の彼方へ 平安時代』学習研究社 1990
- 『宗教思想史の試み』弘文堂 1990
- 『ダライ・ラマ』河出書房新社 1991
- 『臨死の思想 老いと死のかなた』人文書院 1991
- 『聖と俗のインド』有学書林 1992
- 『仏教とは何か ブッダ誕生から現代宗教まで』中公新書 1993
- 『仏教民俗学』講談社学術文庫 1993
- 『生と死のコスモグラフィー』法蔵館 1993
- 『学問の反乱 漂泊の旅の如く』佼成出版社 1993
- 『神と王権のコスモロジー』吉川弘文館 1993
- 『お迎えのとき 日本人の死生観』祥伝社 1994 ／「このへんで、お先に」祥伝社文庫 1999
- 『巡礼の思想』弘文堂 1995／『西行巡礼』新潮文庫 2003
- 『死を視ること帰するがごとし』講談社 1995
- 『日本人と浄土』講談社学術文庫 1995
- 『宗教の行方』現代書館 1996
- 『近代日本人の宗教意識』岩波書店 1996／岩波現代文庫 2007
- 『キーワードで読み解く最新宗教学入門』たま出版 1996
- 『宗教の話』朝日新聞社 1997
- 『物語の始原へ 折口信夫の方法』小学館 1997
- 『悩め、人間よ 親鸞、空海、日蓮、隠された人間像』ネスコ 1997
- 『蓮如と信長』PHP研究所 1997、PHP文庫 2002
- 『日本人の宗教感覚』日本放送出版協会（NHKライブラリー） 1997
- 『暮しのなかの祈り シリーズ生きる』岩波書店 1998
- 『仏教と音楽』作陽学園出版部（作陽ブックレット） 1999
- 『いまを生きる』淡交社 1999
- 『宗教の力 日本人の心はどこへ行くのか』PHP新書 1999
- 『悪と往生 親鸞を裏切る「歎異抄」』中公新書 2000／中公文庫 2017

### 2000年代の単著
- 『愛欲の精神史』小学館 2001／角川ソフィア文庫全3巻 2010
- 『近代日本人の美意識』岩波書店 2001
- 『鎮守の森は泣いている 日本人の心を「突き動かす」もの』PHP研究所 2001
- 『こころの作法 生への構え、死への構え』中公新書 2002
- 『悲しみの精神史』PHP研究所 2002
- 『日本人の情感はどこからくるのか』草思社 2003
- 『教えること、裏切られること－師弟関係の本質』講談社現代新書 2003
- 『涙と日本人』日本経済新聞社 2004
- 『さまよえる日本宗教』中公叢書 2004／中公文庫 2013
- 『日本のこころ、日本人のこころ』日本放送出版協会 2004
- 『日本文明とは何か パクス・ヤポニカの可能性』角川叢書 2004／角川ソフィア文庫 2014
- 『デクノボーになりたい 私の宮沢賢治』小学館 2005
- 『ブッダは、なぜ子を捨てたか』集英社新書 2006
- 『「歌」の精神史』中公叢書 2006／中公文庫 2015
- 『山折哲雄セレクション生きる作法』全3巻 小学館 2007
- 『早朝坐禅 凛とした生活のすすめ』祥伝社新書 2007
- 『親鸞の浄土』アートデイズ 2007
- 『親鸞をよむ』岩波新書 2007
- 『信ずる宗教、感ずる宗教』中央公論新社 2008
- 『空海の企て 密教儀礼と国のかたち』角川選書 2008
- 『日本人と「死の準備」 これからをより良く生きるために』角川SSC新書 2009
- 『いま、こころを育むとは 本当の豊かさを求めて』小学館101新書 2009
- 『悪と日本人』東京書籍 2009
- 『天皇の宮中祭祀と日本人 大嘗祭から謎解く日本の真相』日本文芸社 2010／増補版『天皇と日本人』大和書房 2014
- 『「教行信証」を読む』岩波新書 2010
- 『17歳からの死生観 高校生との問答集』毎日新聞社 2010／新潮文庫 2014
- 『にっぽん巡礼 漂泊の思いやまず』創元社 2010
- 『わたしが死について語るなら』ポプラ社 2010 のち新書

### 2010・20年代の単著
- 『法然と親鸞』中央公論新社 2011／中公文庫 2016
- 『絆 いま、生きるあなたへ』ポプラ社 2011
- 『「始末」ということ』角川oneテーマ21 2011
- 『往生の極意』太田出版 2011
- 『義理と人情 長谷川伸と日本人のこころ』新潮選書 2011
- 『日本の「宗教」はどこへいくのか』角川選書 2011
- 『髑髏となってもかまわない』新潮選書 2012
- 『ニッポンの負けじ魂 「パクス・ヤポニカ」と「軸の時代」の思想』朝日選書 2012
- 『ひとり達人のススメ』主婦の友社 2012
- 『わが人生の三原則 こころを見つめる』中央公論新社 2013
- 『危機と日本人』日本経済新聞出版社 2013
- 『母なるガンディー』潮出版社 2013
- 『能を考える』中公叢書 2014
- 『これを語りて日本人を戦慄せしめよ 柳田国男が言いたかったこと』新潮選書 2014
- 『死を思えば生が見える 日本人のこころ』PHP研究所 2015
- 『「ひとり」の哲学』新潮選書 2016
- 『恩人の思想 わが半生追憶の人びと』ミネルヴァ書房 2017
- 『勿体なや祖師は紙衣の九十年 大谷句仏』中公叢書 2017
- 『死者と先祖の話』角川選書 2017
- 『老いと孤独の作法』中公新書ラクレ 2018
- 『ひとりの覚悟』ポプラ新書 2019
- 『激しく考え、やさしく語る 私の履歴書』日経プレミアシリーズ新書 2019
- 『「身軽」の哲学』新潮選書 2019
- 『米寿を過ぎて長い旅』海風社 2020
- 『聖と俗のインド：現代によみがえるガンディー』第三文明社 2020
- 『宗教の力』PHP新書 2021
- 『生老病死』KADOKAWA 2021
- 『辞世の作法』講談社学術文庫 2021
- 『わが忘れえぬ人びと』中央公論新社 2023
- 『ブッダに学ぶ老いと死』朝日新書 2023

## 共著・編著
- 『オカルト・ジャパン』 鎌田東二対談 平凡社 1987
- 『宗教のジャパノロジー シンクレティズムの世界』 川村湊対談 作品社 1988
- 『日本における女性 日本思想における重層性』 名著刊行会 1992
- 『洛中巻談』 河合隼雄、杉本秀太郎、山田慶児共著 潮出版社 1994
- 『日本の神』 全3巻 平凡社 1995-96
- 『宗教の自殺 日本人の新しい信仰を求めて』 梅原猛 PHP研究所 1995／「さまよえる日本人の魂」祥伝社文庫 1999
- 『日本とは何かということ 宗教・歴史・文明』 司馬遼太郎対談 日本放送出版協会 1997／NHKライブラリー 2003
- 『いのちの旅 対話集』 現代書館 1997
- 『こころの旅 対話集』 現代書館 1997
- 『いのりの旅 対話集』 現代書館 1999
- 『蓮如 転換期の宗教者』 大村英昭共編 小学館 1997
- 『執深くあれ 折口信夫のエロス』 穂積生萩共著 小学館 1997
- 『アジアの環境・文明・人間』 法藏館 1998
- 『日本人の思想の重層性 <私>の視座から考える』 筑摩書房 1998
- 『先端科学の現在－大腸菌から宇宙まで－』 河合隼雄、杉本秀太郎、山田慶児共著 潮出版社 1998
- 『民俗宗教を学ぶ人のために』 川村邦光共編 世界思想社 1999
- 『稲荷信仰事典』 戎光祥出版 1999
- 『人間の行方 二十世紀の一生、二十一世紀の一生』 多田富雄対談 文春ネスコ 2000
- 『本当の「癒し」って何!?』 ひろさちや対談 ビジネス社 2000
- 『「林住期」を生きる 仕事や家を離れて第三のライフステージへ』 太郎次郎社 2000
- 『世紀を見抜く 未来へ向けての豊穰なる対話』 加藤尚武対談 萌書房 2000
- 『国際人間学入門』 春風社 2000
- 『仏教用語の基礎知識』 角川選書 2000
- 『元気に老い、自然に死ぬ』 秦恒平対談 春秋社 2001
- 『死を見つめて生きる』 ひろさちや対談 ビジネス社 2002
- 『宗教を知る人間を知る』 河合隼雄、加賀乙彦、合庭惇共著 講談社 2002
- 『「いのち」についての60の手紙 十代の君たちへ 往復エッセイ』 中村桂子 扶桑社 2002
- 『「哀しみ」を語りつぐ日本人』 齋藤孝対談 PHP研究所 2003
- 『名僧たちの教え 日本仏教の世界』 末木文美士共編 朝日選書 2005
- 『日本の精神性と宗教』 河合隼雄・鎌田東二・橋本武人 創元社 2006
- 『日本人の「死」はどこにいったのか』 島田裕巳対談 朝日選書 2008
- 『「源氏物語」の京都を歩く』 槙野修共編 PHP新書 2008
- 『未来のおとなへ語る』 ポプラ社 2009
- 『わたしが死について語るなら』 ポプラ社 2009、新装版2010
- 『日本仏教史入門－基礎史料で読む』 大角修共編 角川選書 2009
- 『奈良の寺社150を歩く』 槙野修共編 PHP新書 2010
- 『17歳からの死生観 高校生との問答集』 毎日新聞社 2010
- 『デクノボー 宮沢賢治の叫び』 吉田司 朝日新聞出版 2010
- 『砂漠と鼠とあんかけ蕎麦 神さまについての話』 五味太郎 アスペクト 2010
- 『救いとは何か』 森岡正博 筑摩選書 2012
- 『日本人が忘れた日本人の本質』 髙山文彦 講談社+α新書 2017
- 『おひとりさまvs.ひとりの哲学』 上野千鶴子 朝日新書 2018
- 『ぼくはヒドリと書いた。宮沢賢治』 綱澤満昭 海風社 2019
- 『沈黙の作法』 柳美里 河出書房新社 2019
- 『楕円の日本 日本国家の構造』 川勝平太 藤原書店 2020

## 翻訳
- K.M.カパディヤ『インドの婚姻と家族』未來社、1969
- マックス・ヴェーバー『アジア宗教の基本的性格』池田昭・日隈威徳共訳、勁草書房、1970
- スタニスラフ&クリスティナ・グロフ『魂の航海術 死と死後の世界．イメージの博物誌10』平凡社、1982